# Isla Tiger
La isla Tiger (en inglés: Tiger Island literalmente «Isla del Tigre») es el nombre que recibe un accidente geográfico localizado frente al río Esequibo y el océano Atlántico. Administrativamente, forma parte del norte de la región conocida como Islas Esequibo-Demerara Occidental (Essequibo Islands-West Demerara), al noreste del territorio denominado por Venezuela como Guayana Esequiba.
Está al norte de las islas llamadas Guaquenám (Wakenaam Island) y Leguán (Leguan Island), frente a las localidades de Pomona, Riverstown y Adventure y al este del lago Ikuraka (Ikuraka Lake).